# 小島城
小島城（おじまじょう）は、岐阜県揖斐郡揖斐川町春日六合にあった日本の城（山城）。

## 概要
小島山の麓に築かれ、守護・土岐氏の拠点として一時は美濃国の中心的存在であった。城の東は岩壁、西は急斜面、南は粕川に接する崖で、天然の要害となっていた。城から南東方向の山稜を木戸尾と呼んだため、木戸城ともいう。遺構は石垣や堀切の一部のみが残る。

## 歴史
築城年代および創築者ともに未詳だが、14世紀初頭の正和年間頃には西尾右京亮が在城していたとされる。その後、土岐頼貞の子・土岐頼清が分家して小島に移住した。その子・土岐頼康は小島城を改築して居城とした。城は最も高い地点に物見櫓があり、その下の三段の平地に本丸があったとされる。1342年（康永元年）に頼康は土岐氏宗家を継ぎ、後光厳院が美濃に逃れて来た時には、供奉して小島頓宮を造営した。頼康の後は甥の土岐康行が継いでいる。1390年（明徳元年）の土岐康行の乱では小島城は京極高秀らの室町幕府軍に攻められ、落城した。以後は幕府軍側にいた土岐頼忠が守護となって新たに本郷城を拠点とし、小島城は廃城となった。